# ZX Magazín
ZX Magazín fue una revista checa para usuarios de ordenadores domésticos de la serie Sinclair ZX Spectrum y compatibles como Didaktik, Delta y Sam Coupé. Fue publicada entre 1988 y 2005, corriendo su edición a cargo de varias compañías diferentes a lo largo del tiempo. Durante la etapa en que la revista fue publicada por Proxima - Software, apareció bimensualmente.

## Contenido de revista
La revista no fue orientada solo a juegos de ordenador, los temas de juegos era sólo aproximadamente una tercera parte del contenido. Otros temas en los que la revista estuvo centrada eran la publicación de programas de usuarios y utilidades, descripción de hardware, cursos de programación, e introducción a la electrónica.
Como suplemento, la publicación Intro aparecía en la última página de la revista.

## Editores
- 1988 – 1991 David Hertl[1]
- 1992 – 1994 Proxima - Software,[2][3][4]
- 1995 – 1997 Zbyněk Vanžura (Heptau)[p 1]
- 1998 – 2005 Matěj Kryndler (Matsoft).

El ISSN 1210-4833 fue adjudicado a la revista en 1993.